# Кхандхака
Кхандхака — вторая книга палийской Виная-питаки, состоящая из двух частей: Махавагга (10 разделов) и Чулавагга (12 разделов). Первая включает в себя описания просветлений Будды и его главных учеников, а также правила для дней упосатха и монашеского посвящения; вторая часть включает описания первого и второго буддийских соборов, создания сообщества буддийских монахинь. Кхандхака как таковая регулирует всё поведение монахов и монахинь в их повседневной жизни.

## Происхождение
Согласно традиции Кхандхака была составлена на первом соборе, упоминаемом в тексте; при этом описание первого собора было добавлено на втором, а второго — на третьем.

## Содержание
Всего Кхандхака содержит 22 раздела: 
- часть биографии Будды, начиная с просветления и заканчивая вступлением в сообщество  Сарипутты и Моггаланы; также содержится описание первой проповеди Будды и четырёх благородных истин.
- различные правила для монахов, разделенные в зависимости от содержания на 18 частей:
  - Упосатха, касается ритуалов в полнолуние и новолуние
  - Вассупанайика, уединение монахов в течение трёх месяцев в сезон дождей
  - Паварана, приглашение других монахов в конце периода уединения
  - Чамма, использование сандалий и других предметов, сделанных из кожи
  - Бхесадджа, лекарства
  - Катхина, изготовление предметов одежды
  - Чивара, материал для одежды
  - Чампейя, о спорах монахов в Чампе
  - Косамба, о спорах монахов в Каушамби
  - Камма, формальные процедуры в отношении провинившихся монахов
  - Паривасика, испытания для провинившихся монахов
  - Самуччая, накопление, о монахах, провинившихся уже на испытательном сроке
  - Саматха, как улаживать ссоры
  - Кхуддакаваттху, второстепенные вопросы
  - Сенасана, об жилье
  - Сангхабхеда, секты
  - Ватта, обряды, различные обязанности
  - Патимоккхатхапана, о приостановке Патимоккхи
- правила для монахинь
- два дополнения, описывающих историю первого и второго буддийских соборов
- введение в Патимоккху, вместе с частью комментария на неё.

Также как и в Сутта-вибханге приводятся истории, описывающие место, время и случай, при котором правила впервые были сформулированы. Иногда одна и та же история используется для иллюстрации различных правил. При этом если правило из Кхандхаки совпадает с каким-нибудь правилом из Сутта-вибханги, то совпадает и история его провозглашения.